# Dan Ownby
Daniel Gil "Dan" Ownby, född 2 december 1968, är sedan 2020 ordförande för Boy Scouts of America.  
Ownby tog examen från Oklahoma State University med en examen i marknadsföring 1991. Hans yrkeskarriär inkluderar flera roller i energibranschen och han är för närvarande ordförande och CEO för West Shore Pipe Line Company.  
Ownby har varit scout sedan barndomen. Han är Eagle Scout, Vigil Honor-medlem i Order of the Arrow och mottagare av Silver Buffalo Award.  han tilldelades 2019 Gustaf Adolfs-märket av den svenska organisationen Scouterna. 
Ownby tjänstgjorde två mandatperioder (2011-2017) i Världsscoutkommittén, det högsta organet för World Scout Movement (först som ordförande för finanskommittén och de sista två åren som vice ordförande). Han har också varit kommittémedlem i Kandersteg International Scout Center i Kandersteg i Schweiz. 
Ownby har deltagit i organisationen av fyra World Scout Jamborees och var vice lägerchef på 23:e World Scout Jamboree 2015 i Yamaguchi i Japan.      
Ownby tilldelades 2019 en Bronsvarg av Världsscoutrörelsen.